# NGC 2627
NGC 2627 is een open sterrenhoop in het sterrenbeeld Kompas. Het hemelobject werd op 3 maart 1793 ontdekt door de Duits-Britse astronoom William Herschel.

## Synoniemen
- OCL 714
- ESO 431-SC20